# المنظر (بعدان)

تعديل مصدري - تعديل

المنظر محلة تابعة لقرية المعقاب، التابعة لعزلة الحيث بمديرية بعدان إحدى مديريات محافظة إب في الجمهورية اليمنية، بلغ تعداد سكانها 60 حسب تعداد اليمن لعام 2004.